# Bannay (Moselle)
Bannay (Duits: Bizingen ) is een gemeente in het Franse departement Moselle (regio Grand Est) en telt 83 inwoners (2009). De plaats maakt deel uit van het arrondissement Forbach-Boulay-Moselle.

## Geografie
De oppervlakte van Bannay bedraagt 4,1 km², de bevolkingsdichtheid is dus 20,2 inwoners per km².
De onderstaande kaart toont de ligging van Bannay (Moselle) met de belangrijkste infrastructuur en aangrenzende gemeenten.

## Demografie
Onderstaande figuur toont het verloop van het inwonertal (bron: INSEE-tellingen).